# Pacific Data Images

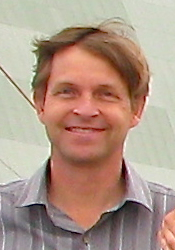
Carl Rosendahl, założyciel firmy (2009)

Pacific Data Images (krócej PDI) – amerykańska wytwórnia filmów animowanych tworzonych przy użyciu techniki komputerowej, założona w 1980 przez Carla Rosendahla, będąca jedną z pionierów animacji komputerowej.
W 2000 DreamWorks SKG kupiło PDI, po czym firma została przemianowana na PDI/DreamWorks i była własnością DreamWorks Animation.
22 stycznia 2015 DreamWorks ogłosił, że wytwórnia została zamknięta.